# Хороші діти не плачуть (фільм, 2012)
«Хороші діти не плачуть» (нід. Achtste Groepers Huilen Niet, укр. дослівно «Восьмикласники не плачуть») — нідерландська сімейна драма 2012 року на реальних подіях, знята режисером Деннісом Ботсом за сюжетом книги нідерландського дитячого письменника Жака Врінса «Восьмикласники не плачуть». В 2014 році норвезька режисерка Катаріна Лаунь зняла ремейк під назвою «Kule kidz gråter ikke» («Круті діти не плачуть»). В 2024 році в Бразилії вийшов ремейк режисерки Вівіанни Джунді «Meninas Não Choram» («Дівчата не плачуть»).

## Сюжет
Аккі (Ханна Оббек) — учениця 8 класу. У вільний час любить грати у футбол. У неї є кілька хороших друзів і вона любить більшість дітей у своєму класі. Однак є один хлопець, якого вона ненавидить. Його звуть Джоеп (Нільс Веркойєн) і вони сваряться через день. Але одного разу, коли клас грає у футбол під час обідньої перерви, Джоеп заходить занадто далеко й завдає болю Елізі, найкращій подрузі Аккі. Аккі хоче помститися і після школи Джоеп і Аккі починають бійку. Бійка скоро закінчується, бо про це дізнається їхня вчителька — пані Інна. Коли Аккі повертається додому, в неї з носа тече кров. Пізніше ввечері ніс знову спонтанно починає кровоточити. Її мама хвилюється і веде доньку до лікаря. Ситуація набуває трагічного повороту, коли Аккі дізнається, що у неї лейкемія. Незважаючи на це, Аккі намагається зайнятися підготовкою до наступного футбольного турніру. Друзі підтримують її, але Аккі збентежена, коли їй доводиться провести кілька днів у лікарні. Тим не менш, вона відчайдушно хоче поїхати в шкільний табір, де вона грає в різні ігри. Коли вони граються в хованки, Аккі ховається на дереві. Вона не може спуститися сама і зрештою Джоеп залазить на дерево, щоб допомогти їй злізти. З цього моменту вони друзі. Того ж дня Аккі раптово втрачає свідомість. Її мають доставити до лікарні.
Аккі починає приймати хіміотерапію, але оскільки лейкемія сильно прогресує Аккі розуміє, що вона, ймовірно, не виживе. У емоційній сцені Аккі дізнається, що рак поширився на її мозок і що хворобі не можна зарадити. Вона просить свою найкращу подругу Елізу (Фіона Лівінгстон) зіграти від її імені у футбольному турнірі, оскільки вона знає, що не зможе відвідати турнір сама. Її товариши по команді вирішують зіграти в імпровізовану гру в лікарні, так що з кімнати, де стоїть ліжко Аккі було видно поле і вона могла спостерігати за грою. Щасливо спостерігаючи за ними Аккі мирно помирає. Її однокласники вшановують пам'ять Аккі на шкільному турнірі, де її дух буде присутній через однокласників, які носитимуть її ім'я на формі і банерах по всій території.

## Основа фільму
У 1980–1990–х, коли нідерландський дитячий письменник Жак Врінс працював вчителем, а потім директором початкової школи у селі Бакель, провінція Північний Брабант, Нідерланди, у 8 класі вчилася 12–ти річна дівчинка на ім'я Анке (Анке Гьорц), з якою сталася ця історія. Пізніше, однокласниця Анке жартома запропонувала Жаку написати про Анке книгу, і сама дівчинка цього хотіла. Цю ідею підтримала мама Анке, вона довго вмовляла письменника написати твір, той довго вагався, але все–таки згодився. Під час написання книги автор час від часу «кидав» її писати, але потім продовжував. Він замінив ім'я людей на вигадані та «увів» в історію вчительку Інну, замість вчителя, щоб «відірватися» від історії.
Через довгих 8 років книга побачила світ. Першою прочитала мама Анке і їй одразу сподобався твір, батько не захотів цього робити, але вони одразу впізнали у героїні свою доньку.
Книга офіційно перекладена з нідерландської на німецьку, латиську, данську, італійську та норвезьку мови. На жаль, українською мовою офіційно твір не перекладено.
У квітні 2012 року вийшов епізод нідерландської телевізійної передачі «Воз'єднання» під назвою «Маленький капітан Бакель». В цьому епізоді показали зустріч вчителя та дитячого письменника Жака Врінса зі своїми учнями через 30 років. Крім того, зустріч була присвячена пам'яті Анке, у передачі також показали будинок сім'ї Анке та розказали справжню історію дівчинки.
У 2023 році книга була номінована на звання «Краща книга 2023» від жіночого нідерландського журналу «Tina», зайнявши 17 місце.

## Зйомка
15 березня 2011 року стало відомо про плани зйомок фільму. 13 липня 2011 з'явилася інформація, що Йоганна тер Стіге та її дочка Ханна Оббек зіграють головні ролі у фільмі, а також що Ханна Оббек спеціально збрила волосся заради ролі у фільмі. 18 серпня 2011 року повідомлялось, що зйомки стрічки продовжуються у місті Весп. 26 серпня 2011 року повідомлялось, що центр відпочинку «De Wolfskuil» в Оммені став місцем для зйомки кінофільму. Крім того, десятеро дітей з міста Оммен змогли взяти участь статистами в екранізації книги. 15 лютого 2012 року стало відомо, що зйомки фільму проходили у Гарлемі. У вересні 2017 року повідомлялося, що лікарню фільму знято в лікарні Альберта Швейцера міста Дордрехт.

## Акторський склад
| Актор              | Роль                 | Примітка                                                                             |
| ------------------ | -------------------- | ------------------------------------------------------------------------------------ |
| Ханна Оббек        | Аккі                 | Ханна Оббек спеціально збрила волосся заради ролі у фільмі                           |
| Нільс Веркойєн     | Джоеп                |                                                                                      |
| Фіона Лівінгстон   | Еліза                | Найкраща подруга Аккі                                                                |
| Брем Флік          | Лоренс               | Найкращий друг Аккі                                                                  |
| Амін Беландуз      | Брамметьє            | Маленький Брем                                                                       |
| Єва Ван дер Гухт   | Вчителька панна Інна |                                                                                      |
| Йоганна тер Стеге  | Мати Аккі            | Йоганна тер Стіге є матір'ю Ханни Оббек (Аккі) як у фільмі, так і в реальному житті. |
| Рейноут Буссемакер | Батько Аккі          |                                                                                      |
| Лук Пітерс         | «Вусатий лікар»      | Лікуючий лікар Аккі                                                                  |
| Кріс Комваліус     | медсестра Афіда      |                                                                                      |
| Ксандер Страат     | Майстер Генк         |                                                                                      |

| Актор             | Роль                     |
| ----------------- | ------------------------ |
| Геніо де Гроот    | Лікар загальної практики |
| Ганна Вербум      | Ребека                   |
| Ліке ван Лексмонд | Луїза                    |
| Маттейн Гартемінк | Батько Джоепа            |
| Лукас Дайкер      | Ріко                     |
| Лея Властра       | Тамара                   |
| Калтум ель Фан    | Мати Брамметьє           |
| Рене де Грааф     | Крістель                 |
| Брем ван дер Гуєн | Франклін                 |
| Венді ван ден Топ | Медсестра Верле          |
| Жак Врінс         | Чоловік на велосипеді    |
| Мануель Вендербос | тренер (рефері)          |

## Критика та сприйняття
Фільм одразу став популярним та отримав декілька нагород і номінацій.
На сайті IMDB фільм має рейтинг 7,4/10 на основі 4 тисяч оцінок.
На нідерландському сайті «Scholieren» фільм має позитивні відгуки.
На сайті «Moviemeter» фільм має оцінку 3,65 із 5, на основі 785 відгуків.

### Нагороди
- Премія «Золотий фільм» (2012, перемога);[24]
- Приз глядацьких симпатій «Золоте теля» Нідерландського кінофестивалю (2012, перемога);[25]
- Премія Рембрандта за найкращий нідерландський молодіжний фільм (2012, перемога);[26]
- Премія Рембрандта за найкращу голландську жіночу роль (2012, номінація — Ханна Оббек);[27][28]
- Премія Рембрандта за найкращу пісню до фільму (2012, номінація — Кім–Ліан ван дер Мей);[28]
- Приз глядацьких симпатій за найкращий повнометражний фільм на TIFF Kids (2013, перемога);[29]
- Найкращий дитячий фільм на Китайському міжнародному дитячому кінофестивалі (2013, перемога);[30]
- Віденський міжнародний кінофестиваль (перемога);[31]
- Токійський міжнародний кінофестиваль (перемога);[31]
- Санкт–Петербурзький «Фестиваль фестивалів» (перемога);[31]

- Amsterdam Cinekid Award (номінація);[31]
- Молодіжний журнал Hilverum NOS ― Найкращий фільм;[31]
- Hilversum Zapp Live ― Найкращий фільм;[31]
- Тегеран Центр Інтер. du Film Jeunesse: Найкращий фільм;[31]
- Приз глядацьких симпатій кінофестивалю в Тунісі–Карфаген;[31]
- Вибір журі кінофестивалю в Бенгалуру;[31]
- Премія журі Буенос–Айреса Нуева Мірада;[31]
- Нагорода «Грифон» за найкращий фільм у категорії «13+» на кінофестивалі Giffoni Sao Paulo переважною більшістю голосів.[32]